# Bácsi József
Bácsi József (Szilasbalhás, 1926 – Budapest, 2015. február 2.) vasesztergályos, aki részt vett az 1956-os forradalomban, amiért később börtönbüntetésre ítélték.

## Élete
Szegény családból származott, születése évében Csepelre költöztek. Miután elvégezte a nyolc osztályt a Weiss Manfréd Gyárba került tanulónak. 1944-ben behívták katonának, de ő nem vonult be, hanem bujdosott a nyilasok elől. 1945 januárjában jelentkezett az újonnan alakuló demokratikus hadseregbe, Szombathelyen teljesített szolgálatot. Augusztusban leszerelt Esztergomban, majd vasesztergályosként kezdett dolgozni Csepelen. Még ugyanebben az évben belépett az MKP-ba. 1949-ben, amikor aláírásokat gyűjtöttek a munkások között Rajk László és társai ellen, megtagadta az aláírást és a pártból is kilépett. 1951-ben elvégezte a szaktanár képzőt, majd 1955-ig szakiskolában tanított.
A forradalom kitörése után az acélüzem munkástanácsának lett a vezetője. November 29-én a Weiss Manfréd Acél- és Fémművek Központi Munkástanácsának elnökhelyettesévé választották. A Munkástanács helyzetének vitájakor kijelentette, hogy kommunista, de nem hajlandó az MSZMP-be belépni. Azzal is érvelt, hogy 1956 októbere nem ellenforradalom, hanem spontán forradalom volt, amibe előfordult ellenforradalmi megmozdulás is. 1957. január 12-én letartóztatták, majd a Csepeli munkástanács perében másodrendű vádlottként 10 évi börtönbüntetésre ítélték. 1960-ban részt vett a váci börtönben ülő politikai foglyok éhségsztrájkjában. 1963-ban az általános amnesztia idején szabadlábra került, de fél évig rendőri felügyelet alatt volt. Ez után segédmunkásként, esztergályosként, raktárosként dolgozott 1981-ig, mikor betegsége miatt kénytelen volt abbahagyni a munkát. 1990-ben rehabilitálták. 2006-ban Csepel díszpolgára kitüntetést kapott.
Schmitt Pál köztársasági elnök 2011 novemberében a Nagy Imre-érdemrenddel tüntette ki.
Bácsi Józsefet Csepel önkormányzata saját halottjaként temette el.

## További információ
Bácsi József az '56-os Ki- Kicsodában.